# Nové Dvorce
Nové Dvorce (deutsch Neuhof) ist eine Ansiedlung der Gemeinde Horní Loděnice in Tschechien. Sie liegt sechs Kilometer nordöstlich von Šternberk und gehört zum Okres Olomouc.

## Geographie
Nové Dvorce befindet sich in der zum Niederen Gesenke gehörenden Domašovská vrchovina (Domstadtler Bergland) auf einer Kuppe. Südlich erheben sich die Slunečná (627 m) und der Oldřichovský kopec (627 m). Durch den Ort führt die Staatsstraße I/46 von Olomouc und Opava. Gegen Süden befindet sich ein Windpark.
Nachbarorte sind Dalov im Norden, Horní Loděnice im Nordosten, Domašov nad Bystřicí und Hraničné Petrovice im Südosten, Těšíkov im Süden, Stachov, Lipina und Dolní Žleb im Südwesten, Chabičov im Westen sowie Horní Žleb im Nordwesten.

## Geschichte
Am Hang südlich des Ortes befand sich eine ältere Ansiedlung, die zwischen dem 14. und 15. Jahrhundert erloschen ist.
Im Zuge der Raabisation löste die Herrschaft Sternberg 1784 den herrschaftlichen Neuhof (Nový dvůr) bei Deutsch Lodenitz auf und ließ dessen Fluren um 1785 parzellieren. Der erste schriftliche Nachweis über die Siedlung Neuhof stammt von 1787. Kirchlich gehörte Neuhof zur Lokalkuratie und ab 1843 Pfarre Deutsch Lodenitz, die auch die Matriken führte. 1844 entstand die Reichsstraße Sternberg – Freudenthal. 1847 ist erstmals der tschechische Name Nový Dvůr nachweisbar. Bis zur Mitte des 19. Jahrhunderts blieb der Ort immer zur Fürstlich Liechtensteinischen Herrschaft Sternberg untertänig.
Nach der Aufhebung der Patrimonialherrschaften bildete Neuhof/Nové Dvorce ab 1850 eine Gemeinde in der Bezirkshauptmannschaft Sternberg. Sie war eine der kleinsten des Bezirks und bestand 1860 aus 15 Häusern mit 101 Einwohnern. Ab 1893 fand der tschechische Name Nové Dvorce t. Nový Dvůr Verwendung. Im Jahre 1900 lebten in der Gemeinde 91 Menschen. Nach dem Ersten Weltkrieg und dem Zusammenbruch der k.u.k. Monarchie gehörte Neuhof ab dem 29. Oktober 1918 zur Provinz Sudetenland und wurde 1919 gegen den Willen der deutschen Bewohner der Tschechoslowakei zugesprochen. 1921 lebten in den 16 Häusern von Neuhof/Nové Dvorce 96 Personen. 1930 hatte das aus 23 Häusern bestehende Dorf 97 deutsche Einwohner, die sämtlich Katholiken waren. Nach dem Münchner Abkommen wurde Neuhof am 8. Oktober 1938 dem Deutschen Reich zugeschlagen und dem Landkreis Sternberg zugeordnet. 1939 lebten in dem Dorf 83 Personen. Am 5. Mai 1945 nahm die Rote Armee den Ort ein. Nach dem Ende des Zweiten Weltkriegs kam die Gemeinde wieder zur Tschechoslowakei zurück und die deutschen Bewohner wurden 1946 vertrieben. Die neuen tschechischen Siedler von Nové Dvorce und Německá Loděnice gründeten 1946 gemeinschaftlich eine regionale Weidegenossenschaft. 1949 wurde Nové Dvorce nach Německá Loděnice eingemeindet, das 1950 in Horní Loděnice umbenannt wurde. In den nachfolgenden Jahren erlosch das Dorf. Im Zuge der Gebietsreform von 1960 wurde der Okres Šternberk aufgehoben und der Ort dem Okres Olomouc zugeordnet. 1979 erfolgte die Eingemeindung von Horní Loděnice und Nové Dvorce nach Šternberk. Dabei verlor Nové Dvorce den Status eines Ortsteils. Horní Loděnice löste sich 1992 wieder von Šternberk los und bildet seither mit der Ansiedlung Nové Dvorce eine eigene Gemeinde. Nové Dvorce bildet eine eigene Gemarkung. Im Jahre 2009 bestand der Ort nur noch aus drei Häusern.

## Sehenswürdigkeiten
- Gedenkstein für die Gefallenen des Ersten Weltkrieges
- Quelle Modrá studánka, nördlich des Ortes